# Zellerfeld
Die ehemals freie Bergstadt Zellerfeld ist ein Ortsteil der Berg- und Universitätsstadt Clausthal-Zellerfeld.

## Geographie
Zellerfeld befindet sich im Oberharz und liegt nördlich vom Nachbarortsteil Clausthal. 17 km weiter nördlich liegt Goslar, 4 km östlich liegt Schulenberg im Oberharz. Über einen Waldweg ist außerdem Festenburg zu erreichen. Zahlreiche Oberharzer Teiche liegen im Ortsteil.

## Geschichte
Cella entstand an der alten Harzstraße (dem Vorgänger der Bundesstraße 241), an der auch das Kloster Cella lag. Entlang der Straße wuchs es mit der Zeit mit Clausthal zusammen.
In Zellerfeld gab es von 1601 bis 1789 eine Münzstätte, die Zellerfelder Münze. Am 18. Oktober 1672 brach ein Brand aus, der die Stadt nahezu vollständig zerstörte. Diesem fielen auch die damalige St.-Salvatoris-Kirche (Vorgänger der heutigen St.-Salvatoris-Kirche) und die Gottesackerkirche zum Opfer. Beim Wiederaufbau wurde ein vollkommen neuer Stadtgrundriss im Schachbrettmuster geplant und die Straßenzüge sehr breit angelegt, um künftig das Überspringen eines Feuers von der einen Straßenseite zur anderen zu verhindern. Der Funkenflug sollte auch durch die angelegten Baumalleen entlang der Straßenzüge minimiert werden. 
Die einstige Kreisstadt Zellerfeld schloss sich im Jahr 1924 mit der benachbarten Bergstadt Clausthal zur neuen Bergstadt Clausthal-Zellerfeld zusammen. Diese wurde 1972 um die Gemeinde Buntenbock erweitert und war von 1972 bis 2014 Verwaltungssitz der gleichzeitig gegründeten Samtgemeinde Oberharz. Zum 1. Januar 2015 wurde die Samtgemeinde in die neu gebildete Berg- und Universitätsstadt Clausthal-Zellerfeld überführt.

## Wappen

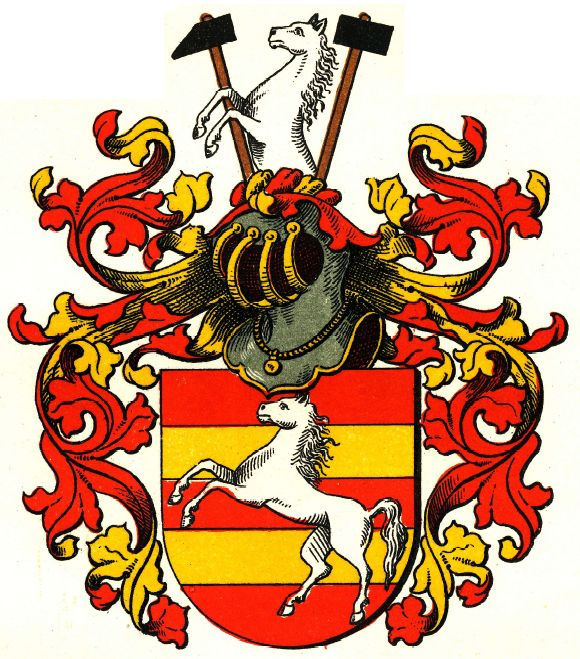
Vollwappen der ehemaligen Bergstadt Zellerfeld

Das Wappen der „Freien Bergstadt Zellerfeld“ wurde seit etwa 1570 geführt. Es zeigt ein steigendes weißes (bzw. silbernes) Pferd auf einem mehrfach Rot-Gold gestreiften Schild. Auf früheren Darstellungen hatte dieses fünf Streifen, seit 1973 werden sieben Streifen gezeigt. Das weiße Pferd, das noch heute als Niedersachsenross bekannt ist, wurde schon im 14. Jahrhundert vom Fürstentum Grubenhagen, einem Teil des Herzogtums Braunschweig-Lüneburg, geführt. Die Farben Gelb (Gold) und Rot stehen wahrscheinlich für die historischen Landesfarben des Herzogtums Braunschweig.
Nachdem Zellerfeld 1924 mit Clausthal vereinigt wurde, übernahm der Landkreis Zellerfeld ab 1929 dieses Wappen als sein Kreiswappen. Nach Auflösung des Landkreises 1972 wurde es zum Wappen der neu gegründeten Samtgemeinde Oberharz, die zum 1. Januar 2015 in der neugegründeten Berg- und Universitätsstadt Clausthal-Zellerfeld aufging.
Auf einem Stich von Merian von 1654 wird links oben auch das Vollwappen von Zellerfeld gezeigt, wie es in ähnlicher Form auch noch von der Samtgemeinde Oberharz geführt wird. Auf diesem wird die Wappentafel in einem Helmbusch gezeigt, über diesem das weiße Pferd und Schlägel und Eisen als Symbol für den Bergbau. Hier sind aber die Positionen von Schlägel und Eisen gegenüber der heute üblichen Darstellung noch vertauscht, d. h. der Schlägel ist vom Beschauer aus gesehen rechts.

## Bauwerke
- Altes Primarius-Pfarrhaus und Superintendentur Zellerfeld
- Bergapotheke (Zellerfeld), auch Fratzenapotheke genannt
- St.-Salvatoris-Kirche

## Persönlichkeiten
- Otto Mejer (1888–1959), Journalist, Korvettenkapitän d. R. der Kriegsmarine und Direktor des deutschen Nachrichtenbüros (DNB)